# Harasewychia
Harasewychia là một chi ốc biển, là động vật thân mềm chân bụng sống ở biển trong họ Fasciolariidae.

## Các loài
Các loài trong chi Harasewychia gồm có:
- Harasewychia harasewychi Petuch, 1987[2]